# Gresovščak
Gresovščak este o localitate din comuna Ljutomer, Slovenia, cu o populație de 97 de locuitori.